# Kamskoje Ustje
Kamskoje Ustje (russisch Ка́мское У́стье; tatarisch Кама Тамагы/Kama Tamağı) ist eine Siedlung städtischen Typs in der Republik Tatarstan (Russland) mit 4482 Einwohnern (Stand 14. Oktober 2010).

## Geographie
Die Siedlung liegt gut 70 Kilometer (Luftlinie) südlich der Republikhauptstadt Kasan auf dem hohen rechten Ufer der Wolga gegenüber der Mündung ihres größten Nebenflusses Kama (russisch Kamskoje Ustje für Kamamündung). Die hier zum Kuibyschewer Stausee angestaute Wolga erreicht unterhalb Kamskoje Ustje eine Breite von 12 km, die Kama vor der Mündung – über 20 km. Bei Kamskoje Ustje ragt das linke Flussufer vorgebirgsartig in den Stausee hinein; der 134 Meter hohe, Lobatsch genannte Berg erhebt sich steil 81 Meter über den Wasserspiegel.
Kamskoje Ustje ist Verwaltungszentrum des gleichnamigen Rajons Kamskoje Ustje. Knapp 57 % der Einwohner des Ortes sind Tataren, 43 % Russen.

## Geschichte
Der Ort hat seinen Ursprung im Dorf Bogorodskoje, das zu Beginn des 17. Jahrhunderts unterhalb der heutigen Siedlung am heute vom Wolgastausee überfluteten Ufer gegründet wurde. Erstmals erwähnt wurde es 1692 als Besitz des Metropoliten von Kasan und Swijaschsk.
Wegen seiner günstigen Lage nur wenige Kilometer oberhalb der Kamamündung entwickelten sich hier insbesondere Handel, Versorgung der Flussschifffahrt, Schiffsreparatur und Fischerei. Ab Ende des 18. Jahrhunderts gehörte das Dorf zum Ujesd Tetjuschi des Gouvernements Kasan.
Gegen Ende des 19. Jahrhunderts war das Dorf bereits unter seinem inoffiziellen Zweitnamen Kamskoje Ustje bekannt. In dieser Zeit hielten sich in jedem Frühjahr bis zu 10.000 Menschen in Bogorodskoje auf, um nach dem Schmelzen des Eises auf Wolga und Kama auf Schiffen oder als Treidler anzuheuern.
Am 4. August 1925 wurde Kamskoje Ustje an Stelle des religiös „vorbelasteten“ Bogorodskoje (von russisch Bogorodiza für Muttergottes) alleiniger Ortsname. 1939 erhielt der Ort den Status einer Siedlung städtischen Typs. Als Ende der 1950er Jahre die alten, unmittelbar am Wolgaufer gelegenen Ortsteile infolge des Aufstauens des Kuibyschewer Stausees überflutet wurden, entstand der Ort weiter oberhalb teilweise neu.
Seit 1994 ist Kamskoje Ustje Partnergemeinde der Stadt Ludwigslust in Mecklenburg-Vorpommern.

### Bevölkerungsentwicklung
| Jahr | Einwohner |
| ---- | --------- |
| 1897 | 1500      |
| 1939 | 4230      |
| 1959 | 4853      |
| 1970 | 4236      |
| 1979 | 4122      |
| 1989 | 4367      |
| 2002 | 4451      |
| 2010 | 4482      |

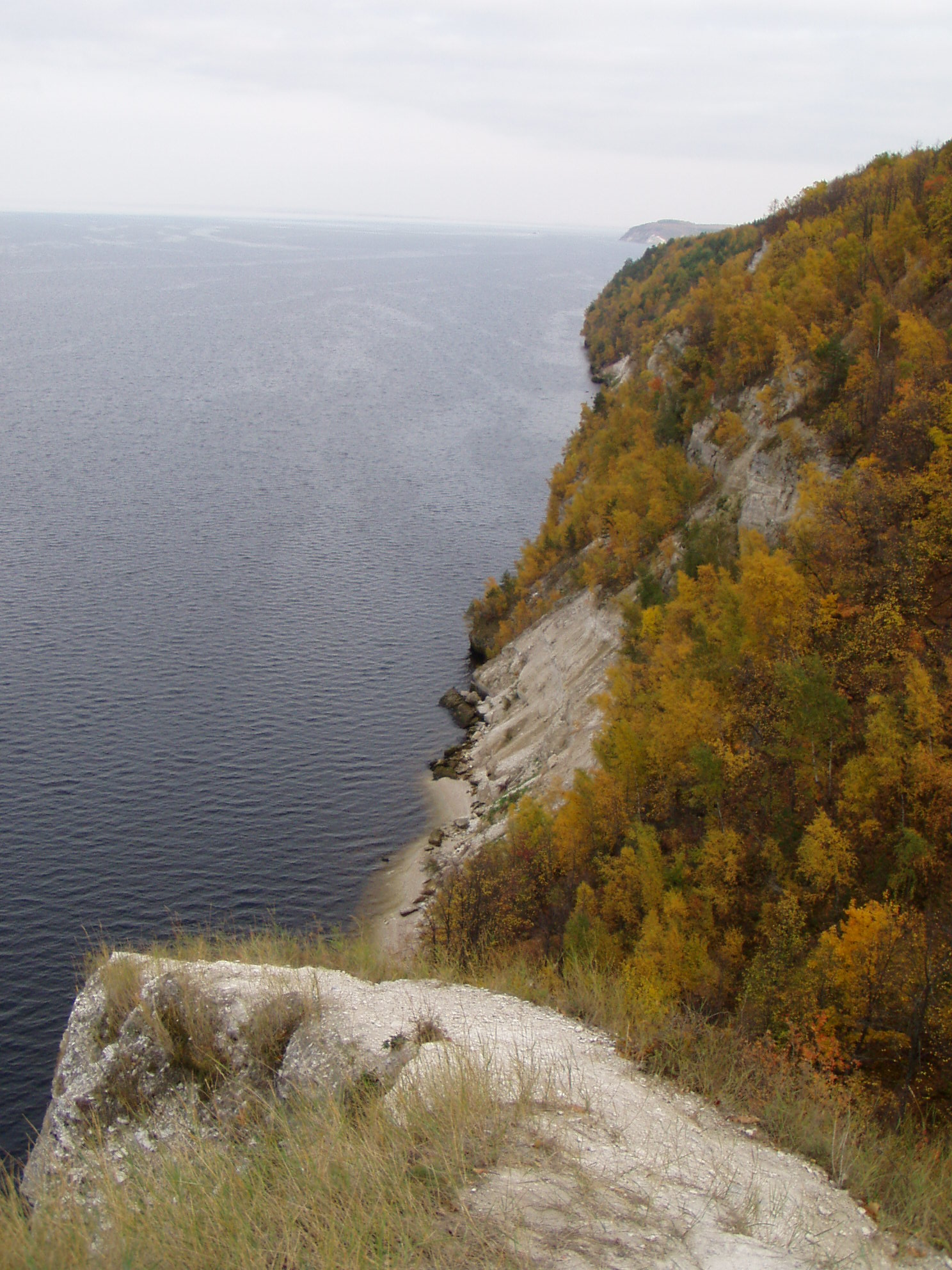
Das steile rechte Wolgaufer gegenüber der Kamamündung unweit Kamskoje Ustje

Anmerkung: Volkszählungsdaten (1897 gerundet)

## Kultur und Sehenswürdigkeiten
Hauptsehenswürdigkeit ist das hohe Wolgaufer mit dem Berg Lobatsch und mehreren natürlichen Höhlen im Steilhang (Jurjewskaja, Konnodolskaja). In Kamskoje Ustje befindet sich das 1992 eröffnete Heimatmuseum des Rajons.
Seit dem 19. Jahrhundert wird in der Nähe eine „heilige Quelle“ verehrt, bei der sich eine orthodoxe Kapelle befindet, die momentan restauriert wird. Im Jahr 2000 entstand eine neue Moschee.

## Wirtschaft und Infrastruktur
Kamskoje Ustje ist Zentrum eines Landwirtschaftsgebietes. Größter Betrieb ist eine Molkerei. Acht Kilometer entfernt ist bei der Siedlung Tenischewo seit 1911 ein Gipssteinbruch in Betrieb.
Es besteht Straßenverbindung wolgaaufwärts zur Autofähre bei Werchni Uslon gegenüber Kasan, wolgaabwärts in die nächste Kleinstadt Tetjuschi, sowie in das benachbarte Rajonzentrum Apastowo im „Hinterland“, wo sich mit Karatun an der Eisenbahnstrecke (Kasan–)Swijaschsk–Uljanowsk–Sysran etwa 70 Kilometer entfernt der nächstgelegene Bahnhof befindet. Ende 2008 wurde ein neuer Busbahnhof eröffnet, von wo aus auch drei „Marschrutkas“ („GAZellen“) den innerörtlichen öffentlichen Nahverkehr bewältigen sollen.
Die Siedlung hat eine Anlegestelle für die Wolga-Passagierschifffahrt.